# Puybarban
Puybarban is een gemeente in het Franse departement Gironde (regio Nouvelle-Aquitaine) en telt 398 inwoners (2005). De plaats maakt deel uit van het arrondissement Langon.

## Geografie
De oppervlakte van Puybarban bedraagt 5,6 km², de bevolkingsdichtheid is 71,1 inwoners per km².
De onderstaande kaart toont de ligging van Puybarban met de belangrijkste infrastructuur en aangrenzende gemeenten.

## Demografie
Onderstaande figuur toont het verloop van het inwonertal (bron: INSEE-tellingen).